# Kadoma (Zimbabwe)
Kadoma é uma cidade importante, capital do distrito com o mesmo nome, na província zimbabueana de Maxonalândia Ocidental. A cidade está localizada a 140 km a sudoeste de Harare na estrada principal para Bulavaio. Até 1982, a cidade era denominada Gatooma, embora os registos apontem para um antigo chefe tribal chamado Katuma. A povoação foi fundada na década de 1890 como um acampamento para as minas próximas e teve um governo local em 1907. Em 1917 foi elevada à categoria de cidade (município).
O Specks Hotel abriu em 1907, assim como a Jameson High School, quando Mrs. Amelia Fitt, esposa do primeiro prefeito de Kadoma, começou a dar aulas às crianças da cidade em sua casa. O sistema público de electricidade foi inaugurado em Kadoma em 1922. O Grand Hotel, aberto em 1925 foi o primeiro no Zimbábue a exibir uma pista de dança almofadada.
Kadoma encontra-se no centro duma série de minas de ouro, cobre e níquel. À volta existem plantações de algodão e a fábrica têxtil David Whithead começou ali a operar em 1952.
A cidade está a uma altitude de 1162 m e a sua população, segundo o censo de 1992 era de 67 750 habitantes, com uma estimativa para 2002 de 72 000.
Kadoma possui uma das mais importantes estações ferroviárias do Caminho de Ferro de Machipanda, que a conecta ao porto da Beira e à Bulavaio.